# 榊原鶴姬
榊原鶴姬（生年不詳—1672年12月15日）是日本江户时代姬路藩藩主池田利隆正室。榊原康政次女，母親是大須賀康高之女。號福正院。

## 簡歷
- 慶長10年（1605年）9月，成為德川秀忠養女，嫁予池田利隆。
- 慶長14年（1609年），誕下長男光政。此時被賜予備中國内1千石。
- 慶長16年（1611年），誕下次男恒元。
- 元和2年（1616年），因為丈夫死去而削髮為尼，號福正院。
- 寛文12年（1672年），在江戶死去。被葬在靈巖寺。

## 家族
- 父親：榊原康政
- 母親：大須賀康高之女
- 丈夫：池田利隆
- 兒子
  - 池田光政（岡山藩初代藩主）
  - 池田恒元（山崎藩初代藩主）
- 兄弟姊妹
  - 大須賀忠政、榊原忠長、榊原康勝、酒井忠世正室